# Edmond Frémy (philatéliste)
 (juin 2021).
Si vous disposez d'ouvrages ou d'articles de référence ou si vous connaissez des sites web de qualité traitant du thème abordé ici, merci de compléter l'article en donnant les références utiles à sa vérifiabilité et en les liant à la section « Notes et références ».
Pour les articles homonymes, voir Edmond Frémy (homonymie) et Frémy.
Edmond Frémy (1829-?) est un philatéliste français. Il crée le 15 septembre 1887 à Douai, une revue philatélique : l'Écho de la timbrologie. Imprimé par l'imprimerie Yvert d'Amiens sous la direction de Théodule Tellier, cette revue est cédée en 1890 par Frémy à Tellier pour des raisons de santé. En 1895, Louis Yvert, héritier de l'imprimerie et associé de Tellier, la prend en charge.